# Sven-Åke Ekberg
Sven-Åke Ekberg, född 1946 i Rörum, är en svensk skulptör.
Ekberg är som konstnär autodidakt. Hans konst består av skulpturer utförda i järn. Separat har han ställt ut med bland annat Konstfrämjandet i Malmö och Västerås samt på Kristinehamns konsthall, Slottslängorna Sölvesborg, Galleri Skagerakk Jomfruland i Norge och The Gallery by the river i Eston USA. Han har medverkat i ett stort antal samlings- och jurybedömda utställningar bland annat på Kalmar museum, Liljevalchs, Glomdalsmuseet, Rånäs Slott och på Art Fair i Sollentuna. Bland hans offentliga arbeten märks utsmyckningar för Onslunda skolor i Tomelilla, Bromölla vårdcentral, Backagården i Eslöv och Vin o Sprit i Åhus samt kyrkoutsmyckningar för bland annat Maglehems kyrka och Södra Mellby kyrka. 